# ليني (جمهورية الصين الشعبية)
ليني (بالصينية: 临沂市 )‏ هي مدينة على مستوى محافظة، في جمهورية الصين الشعبية، تتبع شاندونغ، تبلغ مساحتها 17,186 كيلومتر مربع، رمزها البريدي هو 276000.

## مدن توأم
المدن التوأم:
- Enköping Municipality [الإنجليزية]‏.

## التقسيمات الإدارية
- Lanshan, Linyi [الإنجليزية]‏
- Luozhuang, Linyi [الإنجليزية]‏
- Hedong, Linyi [الإنجليزية]‏
- Yinan County [الإنجليزية]‏
- Tancheng County [الإنجليزية]‏
- Yishui County [الإنجليزية]‏
- Lanling County [الإنجليزية]‏
- Fei County [الإنجليزية]‏
- Pingyi County [الإنجليزية]‏
- Junan County [الإنجليزية]‏
- Mengyin County [الإنجليزية]‏
- Linshu County [الإنجليزية]‏.

## أعلام
- وانغ رونغ
- قاو دي